# Операция «Почтмейстер»
Операция «Почтмейстер»  (англ. Operation Postmaster) – специальная операция вооруженных сил Великобритании, проведенная на испанском острове Фернандо-По во время Второй мировой войны. Миссия была проведена силами подразделения коммандос (англ. Small Scale Raiding Force) и Управлением специальных операций в январе 1942 года. Целью операции было взятие на абордаж кораблей Германии и Италии с последующей их переброской в Лагос. Подразделение коммандос под командованием майора Гаса Марч-Филиппса покинули территорию Великобритании в августе 1941 года на траулере «Фрейлина» (англ. Maid of Honour), взяв курс на испанские владения в Африке.
Британские власти в этом районе отказались поддержать операцию, посчитав её нарушением испанского нейтралитета. В итоге разрешение на проведение операции было получено от Министерства иностранных дел в Лондоне. 14 января 1942 года, когда офицеры экипажей кораблей Германии и Италии собрались на вечеринку, организованную агентом Управления специальных операций, подразделение коммандос вошли в порт на двух буксирах, ликвидировали команды кораблей и вывели суда в нейтральные воды, включая итальянское торговое судно «Герцогиня Аостская» (итал. Duchessa d'Aosta). Проведение операции повысило авторитет Управления специальных операций и продемонстрировало способность Управления к планированию и осуществлению секретных операций без оглядки на политические последствия.
По мотивам операции режиссёр Гай Ричи снял фильм «Министерство неджентльменских дел».

## Предпосылки операции
В 1941 году британское Адмиралтейство начало получать сообщения о том, что немецкие подводные лодки используют территории вишистской Франции в Африке в качестве базы для дозаправки. Для проведения проверки поступивших сведений в Африку было направлено подразделение коммандос, также известное как No. 62 Commando. Подразделение коммандос в составе 55 человек, прошедших специальную подготовку и сотрудничавших с Управлением специальных операций, было сформировано в 1941 году. Командиром подразделения коммандос был назначен майор Гас Марч-Филиппс, находившимся в оперативном подчинении Штаба межвойсковых операций.
Яхтенный траулер «Фрейлина» вышел из порта Пул 9 августа 1941 года, взяв курс на Западную Африку. Экипаж траулера численностью пять человек находился под командованием Марч-Филиппса. Оставшаяся часть подразделения коммандос под командованием капитана Джеффри Эпплъярда (англ. Geoffrey Appleyard) отбыла на борту транспортного корабля. 20 сентября 1941 года «Фрейлина» прибыла во Фритаун, который был выбран в качестве места встречи обеих групп. Эпплъярд вместе со своей командой прибыл во Фритаун в конце августа. После прибытия «Фрейлины» во Фритаун начались поиски баз немецких подводных лодок. Обследовав множество рек в этом районе, коммандос не смогли обнаружить ни одной подводной лодки или признаков наличия базы подводных лодок.
Управление специальных операций поддерживало свое присутствие в Западной Африке, проводя мониторинг территорий вишистской Франции, Испании и Португалии с целью выявления и пресечения любой деятельности, угрожающей колониальным владениям Великобритании. Пока коммандос искали базы немецких подводных лодок, агентам Управления специальных операций стало известно о трех судах в порту Санта-Исабель на испанском острове Фернандо-По в 30 километрах от побережья Африки недалеко от границы Нигерии и Гвинеи.
Тремя кораблями были итальянское торговое судно «Герцогиня Аостская» водоизмещением 8500 тонн, большой немецкий буксир «Ликомба» (англ. Likomba) и дизельная баржа «Бибунди» (англ. Bibundi). «Герцогиня Аостская» была оборудована радиостанцией и могла передавать сведения о передвижениях военно-морских сил союзников. Заявленный груз итальянского судна составлял 3 миллиона фунтов шерсти, 316 610 фунтов шкур и кожи, 1,3 миллиона фунтов дубильных материалов, 4 миллиона фунтов копры, 544 660 фунтов сырого асбестового волокна и более 1,1 миллиона слитков электролитической меди. Первая страница грузового манифеста судна не была представлена портовым властям, а капитан судна отказался сообщить им какие-либо подробности, что дало повод предположить, что на судне также перевозилось оружие или боеприпасы. Во время своих визитов на остров агент Управления специальных операций Леонард Гиз (англ. Leonard Guise) вел наблюдение за судами и в августе 1941 года представил план захвата «Ликомбы» и вывода из строя «Герцогини Аостской». Проведение операции в нейтральном порту было одобрено Адмиралтейством 20 ноября 1941 года.
Для доставки коммандос на остров губернатор Нигерии сэр Бернард Бурдийон (англ. Bernard Henry Bourdillon) предоставил два буксира – «Вулкан» (англ. Vulcan) и «Нунеатон» (англ. Nuneaton).  Сводный отряд должен был состоять из 32 человек – четырёх агентов Управления специальных операций, 11 коммандос и 17 человек, набранных из местного населения для управления буксирами. Проведение операции столкнулось с угрозой срыва, когда командующий в Западной Африке (англ. West Africa Command) британский генерал сэр Джордж Гиффард (англ. George Giffard) отказался поддержать миссию. Он отказался выделить 17 человек, заявив, что это поставит под угрозу планы местного командования, а сама операция будет рассматриваться как пиратство и может привести к негативным последствиям. В ответ на обеспокоенность командования Западной Африки Адмиралтейство приостановило операцию.  Министерство иностранных дел также не поддержало операцию, как и британское посольство в Мадриде, которое было обеспокоено возможной реакцией испанского правительства. Окончательное разрешение, в конце концов поддержанное Министерством иностранных дел, было дано только 6 января 1942 года на том основании, что, хотя подозрения в причастности Великобритании были неизбежны, главное – отсутствие весомых доказательств участия Великобритании в операции. В качестве меры предосторожности Адмиралтейство направило корвет HMS Violet для перехвата судов в нейтральных водах, что позволило бы создать прикрытие, что они были перехвачены при попытке вернуться домой в Европу.

## Ход операции

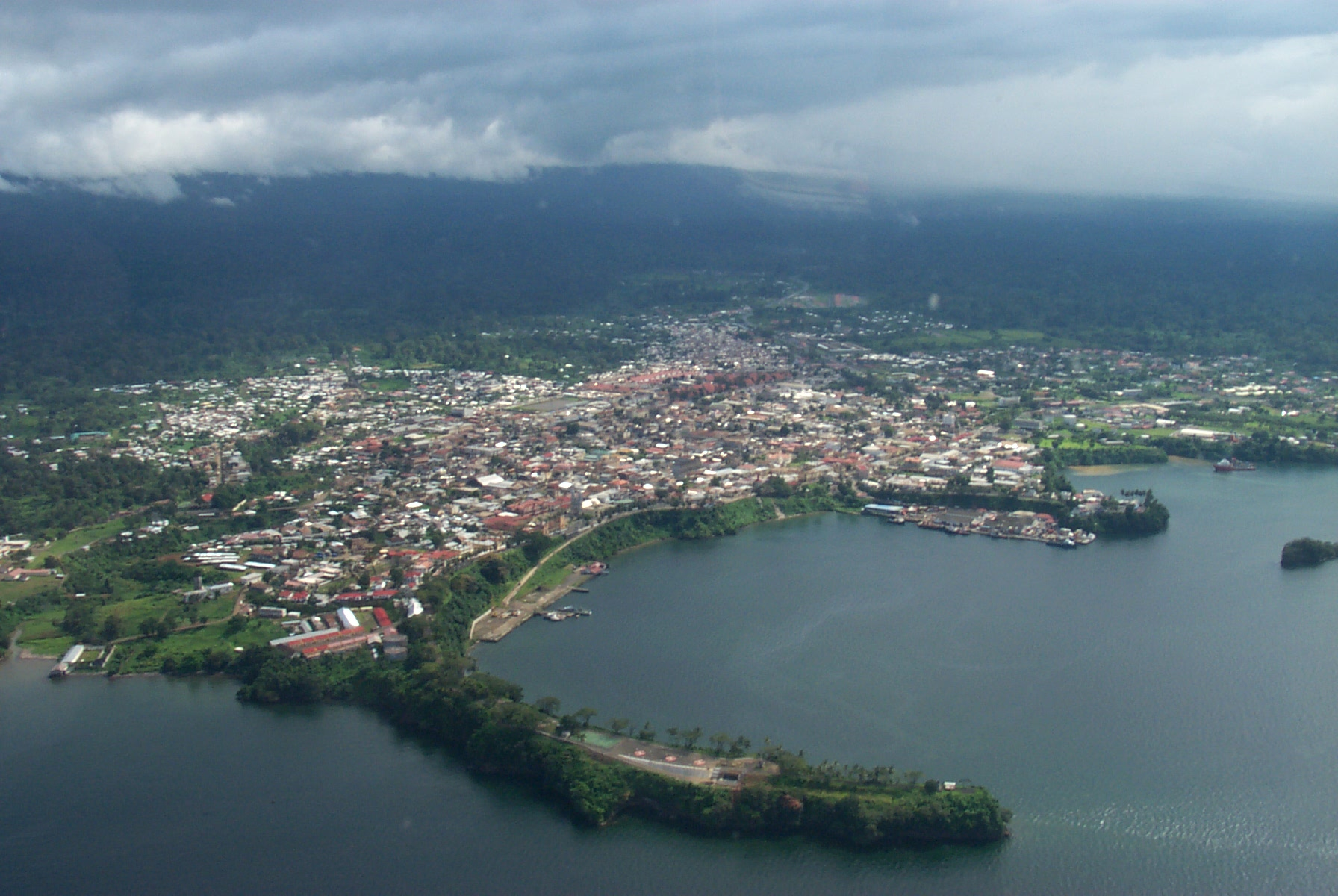
Порт Санта-Исабель, 2007

Агент Управления специальных операций Ричард Липпетт (англ. Richard Lippett) устроился на работу в судоходную компанию John Holt & Co, располагавшей офисами на острове. После занятия должности Липпетт приступил к подготовке проведения операции. Ему, в частности, стало известно, что экипаж «Герцогиня Аостская» имел привычку принимать приглашения на вечеринки на берегу, и 6 января 1942 года он устроил собственную вечеринку на борту судна. Под видом участника вечеринки Липпетту удалось получить информацию о готовности корабля к выходу в море, численности экипажа и расписанию вахт.
Сводный отряд коммандос вышел из Лагоса на двух буксирах утром 11 января 1942 года и в пути под командованием капитана Грэма Хейса (англ. Graham Hayes) практиковались в спускании байдарок и абордаже. Они подошли к гавани Санта-Исабель и 14 января 1942 года оба буксира заняли позицию в 180 метрах за пределами гавани. На берегу Липпетт организовал приглашение офицеров с «Герцогиня Аостская» на званый ужин, на котором присутствовали 12 итальянских офицеров и два немецких офицера с «Ликомбы».
Абордажные группы собрались на палубах двух буксиров, когда те вошли в гавань. «Вулкан» с Марч-Филиппсом и его заместителем Эпплъярдом на борту направился к «Герцогине Аостская». По мере приближения на задней палубе торгового судна можно было заметить несколько человек, но они, казалось, не обратили никакого внимания на буксир, только посветили в его сторону прожектором. В это же время байдарки под командованием Хейса с «Нунеатона» направились на веслах к «Ликомбе» и «Бурунди», которые были пришвартованы вместе. На вопрос вахтенного на «Бурунди» они ответили, что это капитан корабля возвращается на борт. Отряд коммандос десантировался с байдарок на «Бурунди», а двое вахтенных спрыгнули за борт. Прикрепив взрывные заряды к якорной цепи, коммандос направили «Нунеатон» в сторону «Ликомбы», чтобы взять её и «Бурунди» на буксир.
Как только они были готовы, заряды были взорваны, освободив якоря, и «Нунеатон» начал буксировать «Ликомбу» из гавани. Одиннадцать человек с «Вулкана» успели подняться на борт «Герцогине Аостская» – пока одна группа устанавливала заряды на якорные цепи, другая обыскивала борт. Взорвав якорные цепи, «Вулкан» начал буксировать «Герцогиню Аостскую» из гавани. Взрывы встревожили население города, которое начало собираться на пирсе, но никаких попыток остановить отход кораблей не предпринималось. Несколько зенитных установок открыли огонь, полагая, что взрывы были вызваны воздушной атакой, но шестидюймовые орудия, защищавшие гавань от нападения с моря, огня не открывали. От входа в гавань до выхода кораблей на буксире операция заняла 30 минут, без каких-либо потерь для сводного отряда коммандос.
Выйдя в море 15 января 1942 года, Марч-Филиппс установил порядок несения вахты и приставил охрану к 29 пленным. Вечером начались проблемы с двигателями буксиров и буксирными тросами к захваченным судам. На следующий день «Вулкан» достиг места встречи и был «захвачен» в море HMS Violet.  На «Нунеатоне» возникли проблемы с двигателем, но экипаж сумел связаться с нигерийским судном «Илорин» (англ. Ilorin), которое, в свою очередь, связалось с Лагосом и запросило помощь в буксировке.

## Итоги операции
Управление специальных операций продемонстрировало способности к проведению тайных операций. Хью Далтон (англ. Hugh Dalton), министр правительства, отвечавший за Управление специальных операций, сообщил премьер-министру Великобритании Уинстону Черчиллю о результатах операции. Он также выразил уверенность, что «нейтральные правительства будут впечатлены тем, что Британия в случае необходимости пренебрежет юридическими формальностями войны». Агент, отвечавший за африканский участок Управления специальных операций, представил главе Управления Колину Габбинсу (англ. Colin Gubbins) отчет, в котором отразил ход операции «Почтмейстера» и обратил внимание на вопросах согласования: «Возможно, в следующий раз не потребуется длительных переговоров перед проведением 30-минутной операции».
Испанское правительство было в ярости из-за операции, которая рассматривалась как нарушение нейтралитета страны. Министр иностранных дел Серрано Сунер так описал операцию:

«Абсолютно неприемлемый вызов суверенитету Испании – ни один испанец не может не быть взволнован этим актом пиратства, совершенным вопреки всем правам и в водах под нашей юрисдикцией. Не удивляйтесь, если мы ответим тем, чего требует дело – оружием».
В Германии радиостанции сообщили, что... «британский эсминец вошел в гавань и сбросил глубинные бомбы, чтобы взорвать якорные тросы, а команда корабля была расстреляна», а в издании Völkischer Beobachter от 21 января 1942 года была опубликована статья под заголовком «Британские опровержения – Адмиралтейство лжет об акте пиратства».
Британская военно-морская разведка выпустила собственное коммюнике:

«В связи с немецкими утверждениями о том, что военно-морские силы союзников провели операцию по захвату кораблей Оси в испанском порту Санта-Исабель, британское Адмиралтейство считает необходимым заявить, что ни один британский или союзный корабль не находился поблизости... Для уточнения обстановки британский главнокомандующий направил разведывательные патрули для наблюдения за этим районом. Сейчас получено сообщение о том, что было замечено большое неопознанное судно, и британские военные корабли направляются к этому месту для проведения расследования».
Подробности операции держались в секрете даже от начальника Генерального штаба Великобритании, которому только 18 января 1942 года сообщили, что «Герцогиня Аостская» была перехвачена в 370 км от берега и доставлена в Лагос.
На самом Фернандо-По Ричард Липпетт, оставшийся на острове, был доставлен на допрос испанскими властями 17 января 1942 года. Ему удалось убедить их, что он не имеет никакого отношения к захвату кораблей и не тратил денег на вечеринку для офицеров корабля. Его освободили из-под стражи 27 января 1942 года, но не разрешили покинуть остров. В конце концов он тайно покинул остров на каноэ и прибыл на британскую территорию 1 марта 1942 г.  После операции «Фрейлина» была оставлена в Лагосе и в конце концов продана правительству Сьерра-Леоне в качестве траулера. «Герцогиню Аостскую» перегнали в шотландский Гринок, и она перешла в управление компании Canadian Pacific под именем Empire Yukon для Министерства военного транспорта. «Ликомба» была передана компанией Elder Dempster Lines, которая переименовала его в Malakel в 1947 году, а затем продала в Либерию в 1948 году.
После рейда Марч-Филиппс был награждён орденом «За выдающиеся заслуги», Хейс – Военным крестом, а Эпплъярд – планкой к Военному кресту. Липпетт и Гиз были назначены членами ордена Британской империи. Другой коммандос и единственный профессиональный моряк, рядовой Андерс Лассен, первым поднялся на борт «Герцогини Аостской». За выдающуюся эффективность в проводке корабля Лассен получил повышение и был награждён Военным крестом.
Марч-Филиппс был убит во время операции «Акватинт» (англ. Operation Aquatint) в сентябре 1942 г. Выполняя то же задание, Хейс избежал захвата и пересек испанскую границу, но был передан немцам, которые продержали его в одиночной камере девять месяцев, прежде чем он был казнен через расстрел 13 июля 1943 г.  Позднее Эпплъярд вступил в Особую воздушную службу, и в тот же день, когда был казнен Хейс, Эпплъярд пропал на поле боя, когда его самолёт не вернулся с задания. Лассен также вступил в Специальную воздушную службу – он был награждён двумя планками к своему Военному кресту и произведен в майоры. Лассен был убит в Италии в 1945 году и посмертно награждён Крестом Виктории.